# مانالاپان، نیوجرسی
مانالاپان (به انگلیسی: Manalapan Township) شهری در ایالت نیوجرسی کشور ایالات متحده آمریکا است که جمعیت آن در سرشماری سال ۲۰۱۰ میلادی، ۳۸٬۸۷۲ نفر بوده‌است.